# Bing & Satchmo
Bing & Satchmo – studyjny album z 1960 roku autorstwa Binga Crosby'ego i Louisa Armstronga. Został nagrany dla własnej firmy Crosby'ego, Project Records i wydany przez MGM Records.
Crosby i Armstrong współpracowali ze sobą wiele razy zanim nagrali ten album, występując w filmach takich jak Grosze z nieba (1936), Przybywa narzeczony (1951) i Wyższe sfery (1956). Wspólnie zrealizowali kilka audycji radiowych w latach 1949-1951.

## Lista utworów
| Tytuł | Tytuł                                                         | Długość |
| ----- | ------------------------------------------------------------- | ------- |
| 1.    | „Muskrat Ramble”                                              | 3:03    |
| 2.    | „Sugar (That Sugar Baby O' Mine)”                             | 5:13    |
| 3.    | „The Preacher”                                                | 2:21    |
| 4.    | „Dardanella”                                                  | 2:50    |
| 5.    | „Let's Sing Like a Dixieland Band”                            | 2:21    |
| 6.    | „Way Down Yonder in New Orleans”                              | 3:09    |
| 7.    | „Brother Bill”                                                | 3:01    |
| 8.    | „Little Ol' Tune”                                             | 3:07    |
| 9.    | „At the Jazz Band Ball”                                       | 3:02    |
| 10.   | „Rocky Mountain Moon”                                         | 3:42    |
| 11.   | „Bye Bye Blues”                                               | 3:48    |
| 12.   | „(Up a) Lazy River” (utwór bonusowy na płycie CD z 2009 roku) | 3:14    |

## Twórcy
- Bing Crosby – wokal
- Louis Armstrong – trąbka, wokal
- Dick Cathcart – trąbka
- Shorty Sherock – trąbka
- Abe Lincoln – puzon
- Tommy Pederson – puzon
- Moe Schneider – puzon
- Chuck Gentry – saksofon
- Matty Matlock – saksofon
- Wilbur Schwartz – saksofon
- Justin Gordon – instrumenty stroikowe
- Stan Wrightsman – fortepian
- George Van Eps – gitara
- Morty Corb – kontrabas
- Nick Fatool – perkusja
- Johnny Mercer – efekty specjalne, wokal
- Billy May – aranżer, dyrygent
- Judd Conlon – dyrygent chóru, dyrektor chóru

Produkcja
- Simon Rady – producent
- Wild Bill Thompson – aranżacja chóru